# Paul van Schalen
Paul van Schalen (Heeze, 25 februari 1972) is een Nederlands voormalig wielrenner.

## Belangrijkste overwinningen
1998
- 4e etappe Ster der Beloften
- 1e etappe Ronde van Thüringen, U23
- Proloog Olympia's Tour

2000
- Ster van Zwolle

2002
- 2e etappe Ronde van Midden-Brabant
- Eindklassement Ronde van Midden-Brabant

2004
- Noord Nederland Tour

2005
- Veenendaal-Veenendaal
- Ronde van Noord-Holland
- Eindklassement Ronde van Midden-Brabant

2007
- 9e etappe Olympia's Tour
- 1e etappe OZ Wielerweekend
- 1e in Shimano Road Race - Suzuka, (Suzuka), Suzuka (Mie), Japan

## Resultaten in voornaamste wedstrijden
| Jaar | Gent-Wevelgem |
| ---- | ------------- |
| 1999 | 40e           |
| 2000 | 17e           |